# Amado Guevara
Amado Guevara (* 2. května 1976 Tegucigalpa) je bývalý honduraský fotbalový záložník.

## Klubová kariéra
Guevara začal s fotbalem v klubu CD Olimpia, poté přešel do FC Motagua. Za Motaguu odehrál 140 zápasů, v sezoně 1995/96 byl na hostování ve španělském Realu Valladolid. Poté hrál krátce v mexických klubech Toros Neza a Atléticu Zacatepec a v kostarické Saprisse. V dubnu 2003 podepsal v americkém týmu MetroStars. Navzdory tomu, že ve své první sezoně vstřelil 3 góly a připsal si 10 asistencí, stal se jedním ze základních pilířů sestavy. V US Open Cupu připsal 4 góly a pomohl MetroStars do finále. V následující sezoně se stal králem střelců a byl vyhlášen nejlepším hráčem celé ligy. Začátkem roku 2006 se ale pohádal s vedením, v honduraském tisku pomlouval generálního manažera týmu Alexiho Lalase. Po sezoně 2006 byl Guevara prodán do CD Chivas USA. Po pouhých čtyřech utkáních ale kouč Preki oznámil, že s ním dále nepočítá, což mělo za následek sníženou výkonnost a vyústilo to v konflikt, kdy byl v utkání vyloučen za strčení do asistenta rozhodčího. Nabídky na přesun do Toronta, Colorada, Dallasu a Columbusu byly Guevarou odmítnuty, nakonec přistoupil na hostování do domovské Motaguy. V dubnu 2008 byl vyměněn do Toronta, v prosinci 2009 z Kanady odešel zpět do Motaguy. V Motague hrál až do roku 2014, kdy přestoupil do CD Marathón. Kariéru ukončil v roce 2015.

## Reprezentační kariéra
Guevara v reprezentaci debutoval v květnu 1994 v utkání Miami Cupu proti Peru, celkem odehrál 138 utkání a vstřelil 27 gólů.
Na Copa América 2001 byl vyhlášen nejlepším hráčem turnaje. Tým Hondurasu byl do soutěže pozván na poslední chvíli, Argentina totiž kvůli výhružkám od teroristické skupiny svoji účast na poslední chvíli odvolala. Narychlo poskládaný tým Hondurasu se do dějiště dostal pouhých pár hodin před svým prvním utkáním. I díky gólům Guevary, kterými rozhodl o výhrách proti Bolívii a Uruguayi se tento provizorní tým dostal do playoff. Ve čtvrtfinále senzačně porazili Brazílii 2:0, v semifinále nestačili na domácí Kolumbii. V závěrečném utkání o 3. místo na penalty přemohli Uruguay a slavili senzační bronz.
Jako kapitán vedl Honduras na MS 2010 (druhá účast Hondurasu na MS), v utkání proti Španělsku se rozloučil s reprezentační kariérou.

### Reprezentační góly
| Gól | Datum        | Soutěž (kolo)             | Zápas                                | Skóre (minuta)   | Výsledek |
| --- | ------------ | ------------------------- | ------------------------------------ | ---------------- | -------- |
| 1   | 16. 4. 1997  | Středoamerický pohár 1997 | Honduras – Panama                    | 5:00(73.)        | 5:0      |
| 2   | 19. 3. 1999  | Středoamerický pohár 1999 | Honduras – Belize                    | 3:10(65.)        | 5:1      |
| 3   | 16. 12. 1999 | Přátelské utkání          | Honduras – Zambie                    | 5:1              | 7:1      |
| 4   | 16. 12. 1999 | Přátelské utkání          | Honduras – Zambie                    | 6:1              | 7:1      |
| 5   | 16. 8. 2000  | Kvalifikace MS 2002       | Honduras – Svatý Vincenc a Grenadiny | 3:00(27.)        | 6:0      |
| 6   | 21. 3. 2001  | Přátelské utkání          | Honduras – Chile                     | 2:1              | 3:1      |
| 7   | 16. 6. 2001  | Kvalifikace MS 2002       | Trinidad a Tobago – Honduras         | 1:40(86.) (pen.) | 2:4      |
| 8   | 1. 7. 2001   | Kvalifikace MS 2002       | Honduras – Kostarika                 | 1:20(25.)        | 2:3      |
| 9   | 1. 7. 2001   | Kvalifikace MS 2002       | Honduras – Kostarika                 | 2:20(38.)        | 2:3      |
| 10  | 16. 7. 2001  | Copa América 2001         | Honduras – Bolívie                   | 1:00(53.)        | 2:0      |
| 11  | 16. 7. 2001  | Copa América 2001         | Honduras – Bolívie                   | 2:00(68.)        | 2:0      |
| 12  | 19. 7. 2001  | Copa América 2001         | Honduras – Uruguay                   | 1:00(86.)        | 1:0      |
| 13  | 23. 2. 2003  | Středoamerický pohár 2003 | Honduras – Guatemala                 | 1:20(76.)        | 1:2      |
| 14  | 2. 4. 2003   | Přátelské utkání          | Honduras – Paraguay                  | 1:0              | 1:1      |
| 15  | 19. 6. 2004  | Kvalifikace MS 2006       | Honduras – Nizozemské Antily         | 1:00(7.)         | 4:0      |
| 16  | 18. 8. 2004  | Kvalifikace MS 2006       | Kostarika – Honduras                 | 2:30(77.)        | 2:5      |
| 17  | 4. 9. 2004   | Kvalifikace MS 2006       | Kanada – Honduras                    | 1:10(88.) (pen.) | 1:1      |
| 18  | 8. 9. 2004   | Kvalifikace MS 2006       | Honduras – Guatemala                 | 1:20(51.)        | 2:2      |
| 19  | 2. 6. 2007   | Přátelské utkání          | Honduras – Trinidad a Tobago         | 2:1              | 3:1      |
| 20  | 8. 6. 2007   | Zlatý pohár CONCACAF 2007 | Honduras – Panama                    | 1:10(40.)        | 2:3      |
| 21  | 13. 6. 2007  | Zlatý pohár CONCACAF 2007 | Honduras – Kuba                      | 5:00(90.) (pen.) | 5:0      |
| 22  | 6. 2. 2008   | Přátelské utkání          | Honduras – Paraguay                  | 1:0              | 2:0      |
| 23  | 7. 6. 2008   | Přátelské utkání          | Honduras – Haiti                     | 3:0              | 3:1      |
| 24  | 10. 9. 2008  | Kvalifikace MS 2010       | Honduras – Jamajka                   | 2:00(73.) (pen.) | 2:0      |
| 25  | 18. 1. 2009  | Přátelské utkání          | Honduras – Chile                     | 2:0              | 2:0      |
| 26  | 22. 1. 2009  | Středoamerický pohár 2009 | Honduras – Belize                    | 1:00(32.)        | 2:1      |
| 27  | 5. 9. 2008   | Kvalifikace MS 2010       | Honduras – Trinidad a Tobago         | 3:00(62.)        | 4:1      |